# Aldo Amati
Aldo Amati (* 2. Januar 1958 in Bergamo) ist ein italienischer Diplomat.

## Studium
- November 1981 Abschluss in Fremdsprachen und Literatur Universität Bergamo.
- März 1985: Universität Mailand: Diplom in Politikwissenschaft.

## Werdegang
Am 14. Februar 1987 trat er in den auswärtigen Dienst.
Vom 16. Februar bis 14. November 1987 wurde er am Diplomatischen Institut fortgebildet.
Am 14. November 1987 wurde er zum Gesandtschaftssekretär zweiter Klasse ernannt und bis 14. Juli 1990 in der Abteilung Öffentlichkeitsarbeit beschäftigt.
Von 14. Juli 1990 bis 1. April 1992 war er Gesandtschaftssekretär in Moskau, wo er am 14. August 1991 zum Gesandtschaftssekretär erster Klasse ernannt wurde.
Von 26. September 1994 bis 1. Dezember 1997 war er in London, wo er am 1. Mai 1997 zum Gesandtschaftsrat ernannt wurde.
Am 13. Juli 1998 wurde er zum Gesandten in der Funktion eines Bürovorstehers ernannt.
Vom 3. Juli 2000 bis 28. August 2001 übte er eine Lehrtätigkeit am Diplomatischen Institut aus.
Von 28. August 2001 bis 5. September 2005 war er Gesandtschaftsrat in Washington, D.C., wo er am 7. August 2003 zum Gesandtschaftsrat erster Klasse ernannt wurde.
Von 5. September 2005 bis 23. Februar 2009 war er Gesandtschaftsrat erster Klasse in Tokio, wo er am 2. Januar 2009 zum Ministre plénipotentiaire ernannt wurde.
Von 23. Februar 2009 bis 16. Dezember 2010 war er Stellvertretender Leiter der Öffentlichkeitsarbeit des Ministeriums für auswärtige Angelegenheiten und internationale Zusammenarbeit.
Vom 15. September 2011 bis 2. Juli 2013 bekleidete er das Amt des diplomatischen Präsidentenberaters.
Von 2. Juli 2013 bis 16. Oktober 2014 leitete er die Öffentlichkeitsarbeit des Ministeriums.
Seit 16. Oktober 2014 ist er Botschafter in Prag.

## Auszeichnungen
Seit 2013 ist er Großoffizier des Verdienstordens der Italienischen Republik.
| Vorgänger        | Amt                                                     | Nachfolger |
| ---------------- | ------------------------------------------------------- | ---------- |
| Pasquale D’Avino | Italienischer Botschafter in Prag Seit 16. Oktober 2014 | —          |